# Hesse (Mosella)
Hesse è un comune francese di 632 abitanti situato nel dipartimento della Mosella nella regione del Grand Est.

## Società

### Evoluzione demografica
Abitanti censiti